# Wyrów (rejon kamionecki)
Wyrów (ukr. Вирів) – wieś w obwodzie lwowskim, w rejonie lwowskim (wcześniej w rejonie kamioneckim) na Ukrainie.
W II Rzeczypospolitej gmina wiejska. Od 1 sierpnia 1934 r., w ramach reformy scaleniowej stała się częścią gminy Żelechów Wielki w powiecie kamioneckim.

## Położenie
Według Słownika geograficznego Królestwa Polskiego i innych krajów słowiańskich: Wyrów to wieś w powiecie Kamionka Strumiłowa, położona 15 km na południe od Kamionki Strumiłowej.